# Ідріс аль-Ватік
Абу аль-Ула Ідріс II аль-Ватік (араб. إدريس الواثق‎; д/н — 1269) — останній халіф держави Альмохадів в 1266—1269 роках. Відомий також як Абу Даббус.

## Життєпис
Походив з династії Альмохадів. Правнук халіфа Абд аль-Муміна, онук Абу Хафса Умара, син Абу Абдаллаха Мухаммада. 1266 році, скориставшись тиском Маринідів на рештки володінь Альмохадів, повалив стриєчного брата Умара аль-Муртади, ставши новим халіфом. Втім вимушений був погодитися з захопленням Маринідами Південного Марокко. Влада Ідріса II обмежувалася Марракешем.
Втім халіф спробував змінити ситуацію, спровокувавши напад Заянідів на володіння Маринідів, чим відволік останніх від тиску на рештки володінь Альмохадів.
1268 року об'єднані війська Маринідів і Заянідів взяли Марракеш в облогу, яка тривала до вересня 1269 року. Під час здобуття ворогом міста халіфа вбив якийсь раб. Усі володіння приєднали до султанату Маринідів.